# Chordeumatida
Chordeumatida (лат.) — отряд двупарноногих многоножек. Более 1200 видов, распространенных почти по всему миру. Также известные как «sausage millipedes» («колбасные многоножки»), они имеют около 30 сегментов тела за головой (включая тельсон) во взрослом возрасте и достигают около 25 мм в длину.

## Описание
Мелкие и относительно короткотелые многоножки, имеют всего 26—32 сегмента тела (включая тельсон) позади головы. Их длина варьируется в пределах 3,5—42 мм (у большинства 10—25 мм). Ключевой особенностью является наличие 6 крупных щетинок (волосков) на дорсальной поверхности каждого сегмента тела. Первый сегмент (коллум) относительно узкий, что создает впечатление отчетливой «шеи» у многих видов. Тело сужается к задней части, и на самом заднем конце (тельсоне) находятся органы, вырабатывающие шёлк (спиннереты). По всей длине тела проходит спинная борозда, а некоторые виды имеют параноты — боковые расширения экзоскелета. Параноты имеются и у некоторых других многоножек, в частности у Polydesmida, от которых Chordeumatida можно отличить по наличию спинной бороздки. В отличие от большинства других гельминтоморфных многоножек (червеобразных многоножек из инфракласса Helminthomorpha), у хордеуматид отсутствуют озопоры.
У большинства видов Chordeumatida во взрослом состоянии 30 сегментов тела (включая тельсон), а у взрослых самок этих видов 50 пар ног. У взрослых самцов этого отряда две пары ног (пара 8 и пара 9) превращаются в гоноподы, оставляя 48 пар ходильных ног у типичного взрослого самца. Однако часть видов этого отряда отклоняются от этого типичного плана тела.
Многие виды этого отряда отклоняются от обычных 30 сегментов: несколько видов имеют 26 сегментов во взрослом состоянии (например, Chamaesoma broelemanni), многие виды имеют 28 (например, Lipseuma josianae), один род имеет 29 (Tianella, в котором все виды, кроме двух, имеют 29), один вид (Metamastigophorophyllon martensi) имеет 31, и многие виды имеют 32 (например, Altajosoma kemerovo). Некоторые виды также отклоняются от нормы, демонстрируя половой диморфизм в количестве сегментов, в частности, у взрослых самцов на два сегмента меньше, чем у взрослых самок, например, в семействе Buotidae (у самцов 26, у самок 28), в Xystrosoma beatense (у самцов 28, у самок обычно 30), и в семействе Peterjohnsiidae (у самцов обычно 30, у самок 32). При таких отклонениях от обычных 30 сегментов количество пар ног у взрослых изменяется, обычно с добавлением или вычитанием двух пар ног на каждый сегмент, добавленный к обычному числу или вычтенный из него. Например, у Chamaesoma broelemanni, у которой на четыре сегмента меньше, чем у типичного Chordeumatida, у взрослых самок только 42 пары ног, а у взрослых самцов только 40 пар ходильных ног (не считая двух пар гонопод).
Однако многие виды отклоняются от ожидаемого числа ходильных ног, потому что они отклоняются в плане сцепленных с полом модификаций ног. Например, многие виды включают ещё одну пару ног в дополнение к парам 8 и 9 в комплекс гонопод у взрослых самцов. В семействе Speophilosomatidae пара ног 7 у взрослых самцов является частью комплекса гонопод. У многих видов комплекс гонопод включает пару ног 10 в дополнение к парам 8 и 9 (например, Branneria carinata, Reginaterreuma monroei, Golovatchia magda и Hoffmaneuma exiguum). Семейство Chordeumatidae демонстрирует наиболее обширные модификации, включая пять пар ног (пары с 7 по 11) в комплексе гонопод. Некоторые виды также отклоняются от обычного плана тела, уменьшая или устраняя пары ног у взрослой самки. Например, в семействе Chordeumatidae взрослые самки имеют безногий стернит («платостернит») на месте третьей пары ног. У других видов (например, род Kashmireuma и вид Vieteuma longi) взрослые самки вместо этого демонстрируют изменения второй пары ног, которые уменьшены до маленьких утолщений.

## Распространение
Имеют широкое распространение, встречаясь на всех континентах, кроме Антарктиды. Они присутствуют на Мадагаскаре, но отсутствуют в Африке к югу от Сахары, и, за исключением южной части Чили, в основном отсутствуют в Южной Америке. Они встречаются в тропиках Центральной Америки, Юго-Восточной Азии, Океании и на юге до Тасмании, Новая Зеландия, и на острове Чилоэ, Чили. Они многочисленны в холодных, скалистых, горных районах Европы и Центральной Азии и распространены на север до Скандинавии, Сибири и в Северной Америке до Канады и юго-запада Аляски.

## Классификация
Chordeumatida содержит около 1200 видов, классифицированных в четыре подотряда и около 50 семейств, хотя некоторые семейства содержат только от одного до пяти родов.
Подотряд Chordeumatidea Pocock 1894 
- Надсемейство Chordeumatoidea  C. L. Koch, 1847 
  - Chordeumatidae C. L. Koch, 1847 
  - Speophilosomatidae  Takakuwa, 1949

Подотряд Craspedosomatidea Cook, 1895
- Надсемейство Anthroleucosomatoidea  Verhoeff 1899
  - Anthroleucosomatidae  Verhoeff 1899 
  - Haasiidae  Hoffman, 1980 
  - Origmatogonidae  Verhoeff 1914
  - Vandeleumatidae  Mauriès, 1970
- Надсемейство Brannerioidea Cook, 1896
  - Brachychaeteumatidae  Verhoeff, 1910
  - Branneriidae  Cook, 1896
  - Chaemosomatidae  Verhoeff, 1913Atractosoma (Craspedosomatidae)Craspedosoma (Craspedosomatidae)
  - Golovatchiidae  Shear, 1992
  - Heterolatzeliidae  Verhoeff 1899
  - Kashmireumatidae  Mauriès, 1982

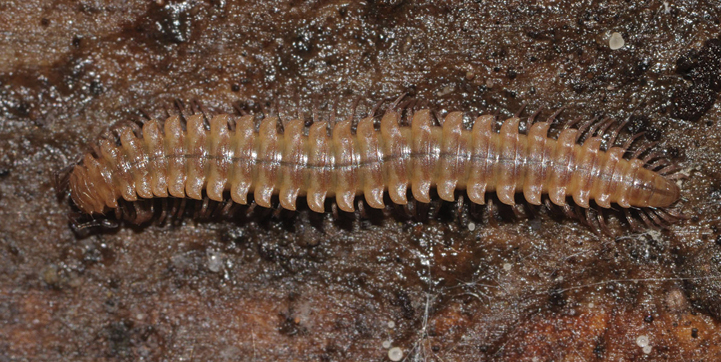
Atractosoma (Craspedosomatidae)

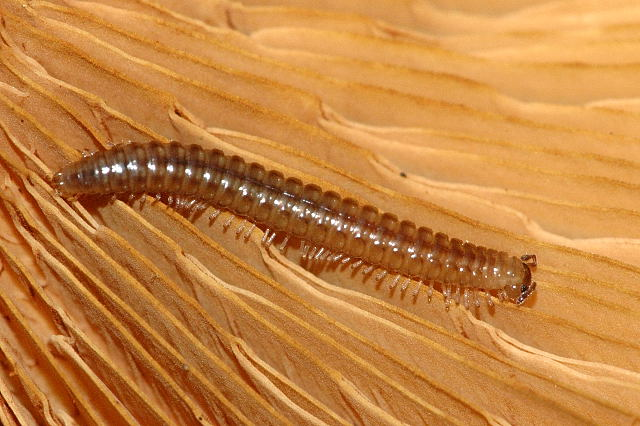
Craspedosoma (Craspedosomatidae)

  - Macrochaeteumatidae  Verhoeff, 1914
  - Microlympiidae  Shear & Leonard, 2003
  - Niponiosomatidae  Verhoeff, 1941
  - Tingupidae  Loomis, 1966 
  - Trachygonidae  Cook, 1896
- Надсемейство Cleidogonoidea Cook, 1896
  - Biokoviellidae  Mrsic, 1992
  - Cleidogonidae  Cook, 1896
  - Entomobielziidae  Verhoeff, 1899
  - Lusitaniosomatidae  Schubart, 1953
  - Opisthocheiridae  Ribaut, 1913
  - Trichopetalidae  Verhoeff, 1914
- Надсемейство Craspedosomatoidea Gray in Jones, 1843
  - Attemsiidae  Verhoeff, 1899 A pair of Haasea (Haaseidae)

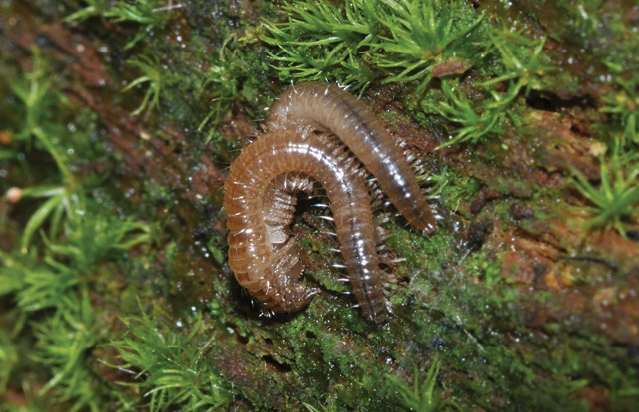
A pair of Haasea (Haaseidae)

  - Craspedosomatidae  Gray in Jones, 1843
  - Haplobainosomatidae  Verhoeff, 1909
- Надсемейство Haaseoidea Attems, 1899
  - Haaseidae  Attems, 1899
- Надсемейство Neoatractosomatoidea Verhoeff, 1901
  - Altajellidae  Mikhaljova & Golovatch, 2001
  - Cyrnosomatidae  Mauriès, 2003
  - Faginidae  Attems, 1926
  - Hoffmaneumatidae  Golovatch, 1978
  - Mastigophorophyllidae  Verhoeff, 1899
  - Neoactractosomatidae  Verhoeff, 1901
- Надсемейство Verhoeffioidea Verhoeff, 1899
  - Verhoeffiidae  Verhoeff, 1899

Подотряд Heterochordeumatidea Shear, 2000
- Надсемейство Conotyloidea Cook, 1896
  - Adritylidae  Shear, 1971
  - Conotylidae  Cook, 1896
- Надсемейство Diplomaragnoidea Attems, 1907  Schedotrigona (Metopidiotrichidae)
  - Diplomaragnidae  Attems, 1907

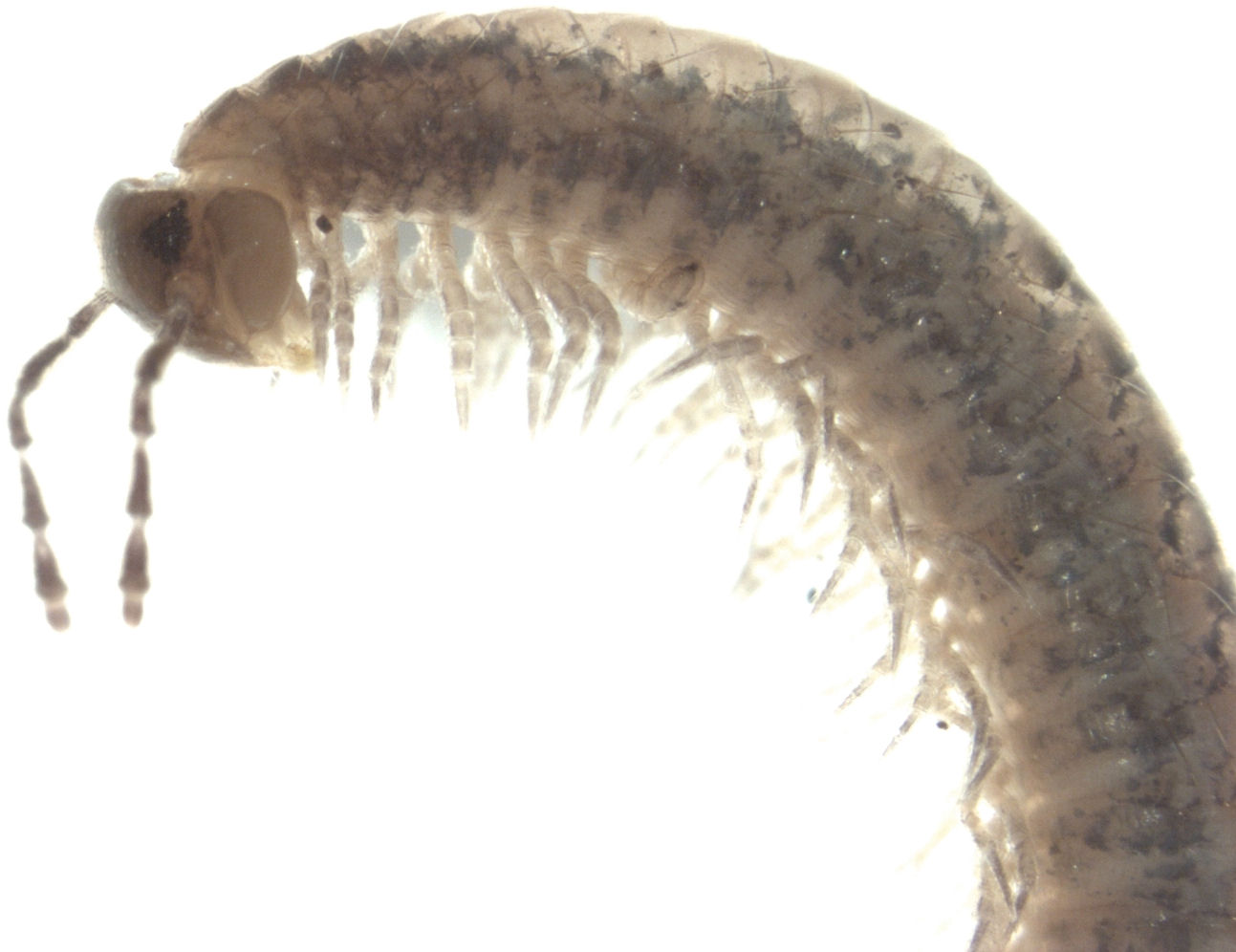
Schedotrigona (Metopidiotrichidae)

- Надсемейство Heterochordeumatoidea Pocock, 1894
  - Eudigonidae  Verhoeff, 1914
  - Heterochordeumatidae  Pocock, 1894
  - Megalotylidae  Golovatch, 1978
  - Metopidiotrichidae Attems, 1907
  - Peterjohnsiidae  Mauriès, 1987
- Надсемейство Pygmaeosomatoidea Carl, 1941
  - Lankasomatidae  Mauriès 1978
  - Pygmaeosomatidae  Carl, 1941

Подотряд Striariidea Cook, 1896
- Надсемейство Caseyoidea Verhoeff, 1909
  - Caseyidae  Verhoeff, 1909
- Надсемейство Striarioidea Bollman, 1893
  - Apterouridae  Loomis, 1966
  - Buotidae  Shear, 2009
  - Rhiscosomididae  Silvestri, 1909
  - Striariidae  Bollman, 1893
  - Urochordeumatidae Silvestri, 1909 (ранее в Caseyoidea)
    - Urochordeuma (U. bumpusi Silvestri, 1909)